# Marianna Vujko
Marianna Vujko (Castelnuovo di Garfagnana, 15 maggio 1992) è una pallavolista italiana, centrale della Fiamma Torrese.

## Carriera

### Club
La carriera di Marianna Vujko inizia nella stagione 2009-10 quando entra a far parte della squadra federale del Club Italia, con cui disputa la Serie A2. Nella stagione 2010-11 viene ingaggiata dal San Casciano in Serie B1, categoria dove milita anche per il campionato successivo ma con lo Snoopy Pesaro.
Nell'annata 2012-13 ritorna in Serie A2 con il Marsala, mentre nella stagione seguente veste la maglia del Cadelbosco, sempre in serie cadetta. L'esordio in Serie A1 avviene nella stagione 2014-15 grazie all'acquisto da parte della Robur Tiboni Urbino.
Dopo un breve periodo di inattività, torna sui campi da gioco per disputare la seconda parte della stagione 2015-16 con la New Libertas di Aversa, in Serie A2, stessa categoria dove gioca nella stagione 2016-17 difendendo i colori del Soverato e in quella 2017-18 con la Due Principati.
Per l'annata 2018-19 si accasa al Modica, in Serie B1; è nella terza divisione del campionato italiano anche per la stagione 2019-20, con la Fiamma Torrese.

### Nazionale
Nel 2010 viene convocata nella nazionale italiana Under-19.